# Kermit (groupe)
Pour les articles homonymes, voir Kermit.
Kermit est un groupe de rock espagnol, originaire de Malaga. Il est formé en 2010 par Gonzalo Presa (guitare, batterie, percussions, chant), Miguel Seguí (guitare, synthétiseurs, samples), Francisco Trujillo (basse), et Álvaro Parada (batterie, percussions, saxophone, chant).
Le groupe compte au total deux albums studio, intitulés Autoficción (2012) et Litoral (2014), au label Malaga Itaca Records.

## Biographie

### Débuts
Kermit est formé à l'été 2010 à Malaga par des membres d'anciens groupes comme Parcel, White Coffee, Seattle Apples, et Satélites. Gonzalo, Miguel et Francisco commencent à écrire des morceaux qui seront inclus dans le premier album de Kermit, et Alvaro se joint au groupe à la batterie, lorsque l'album est complètement écrit.

### Autoficción
Kermit publie son premier album, Autoficción, en novembre 2012 au label Itaca Records en formats CD, vinyle et téléchargement libre sur le site web de leur label, et sur le Bandcamp de PiN Musik.
L'album est enregistré aux studios Dune 2.0 aux côtés de l'ingénieur-son Sergio Cascales, assisté par le guitariste du groupe, Gonzalo Presa. « La production de Kermit s'inspire de multiples sources, de Radiohead à même Refused ou At the Drive-In, dont les noms hétérogènes de Portishead, Sonic Youth, Mogwai et Pink Floyd, sans pour autant négliger l'aspect artistique comme le littéraire et le cinéma. » « Le titre de l'album lui-même indique que la littérature joue un grand rôle dans l'image du groupe. »
Après avoir joué à La Casa Invisible le 14 avril, et présenté Autoficción au Teatro Echegaray le 22 octobre, la sortie de l'album est suivie par une brève tournée en Andalousie avec le groupe Autumn Comets, jouant notamment à Don Benito et Madrid. À l'été 2012, Kermit est nommé lors du concours Wild Weekend, et remporte la troisième place à Málaga Crea dans la catégorie pop-rock. Kermit participe aussi au SMS Festival à l'été 2013 au Centro de Arte Contemporáneo de Málaga.

### Litoral
Kermit publie son deuxième album, Litoral, en avril 2014. Il s'agit d'un hommage au journal homonyme créé par les poètes Manuel Altolaguirre et Emilio Prados à Malaga en 1926, et au Imprenta Sur,. Litoral est considérée comme la principale expression désignant la dite Génération de 27. Le designer graphique actuel est l'arrière petit-fils d'Emilio Prados, Lorenzo Saval, qui s'est chargé du design et de l'illustration de l'album. Le groupe lui-même exprime son intention sur l'album d'être connu « comme un supplément de la poésie, mais sonore ».
Litoral es un « voyage intégral dans le psychédélisme, le post-rock, les passages impossibles et l'aventure la plus absorbante. [...] transcendant la sphère musicale, mêlant littérature, philosophie et autres champs artistiques [...] [dans laquelle] des structures plus ou moins classiques pose la fondation de parties plus hypnotiques. » Nombre de critiques félicitent le mélange musical de l'album. Il totalise 45 minutes et des comprend des lignes écrites par Allen Ginsberg, George Orwell et Roberto Bolaño.

## Discographie
- 2012 : Autoficción (Itaca Records)
- 2014 : Litoral (Itaca Records)